# Krabathor
Krabathor je česká deathmetalová kapela z Uherského Hradiště, která vznikla v roce 1984. Společně s polskými Vader patří k prvním východoevropským death metalovým skupinám, které se v 90. letech 20. století dokázaly výrazněji prosadit i na Západě.

## Historie

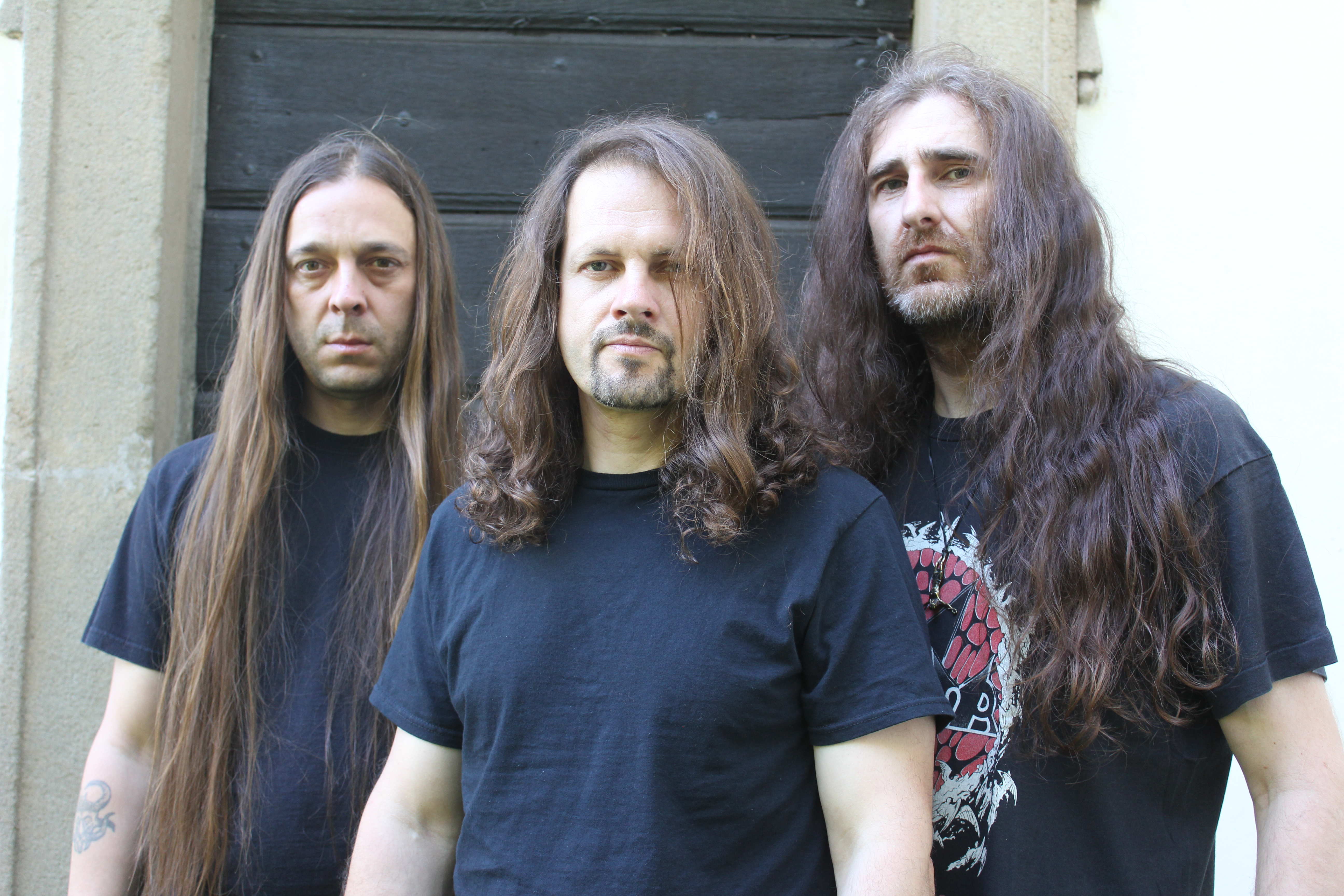
Krabathor v roce 2014

Skupinu Krabathor založil kytarista a zpěvák Petr "Christopher" Kryštof. Skupina se původně jmenovala Monster, později Hever, S.A.M. (Spolek Angažovaných Metalistů) a Bastr. Název Krabathor si zvolila podle postavy Krabat z německé pohádky Čarodějův učeň a v letech 1987-1990 měla název Krabator. Sestava kapely se v průběhu let měnila, její základ však po většinu času tvořila dvojice Christopher - Bruno. První koncert Krabathoru se uskutečnil 17. listopadu 1988 v Praze v rámci festivalu Death Metal Session II.
V roce 1999 odešel kvůli osobním neshodám s Christopherem baskytarista Bruno, který založil deathmetalovou kapelu Hypnos. V tiskovém prohlášení uvedl:
„Během roku 1999 se vyhrotily dlouhodobější názorové neshody mezi mnou a Christopherem ohledně současných a budoucích aktivit Krabathoru. Zdůrazňuji, že se nejednalo o neshody finanční ani stylové. Vše vyvrcholilo po ukončení evropského turné s Malevolent Creation a Master, kdy se navíc náš osobní vztah dostal do takového stádia, že jsme spolu přestali absolutně komunikovat a naše dlouholeté přátelství přestalo existovat. Krabathor již delší dobu postrádal kolektivního ducha a Christopherův individualismus byl, mírně řečeno, přehnaný. Po zjištění, že tato situace je do budoucna neúnosná a že je vyloučena jakákoliv naše spolupráce, jsem se rozhodl ustoupit a v červenci oznámil skupině svůj odchod s tím, že dodržím veškeré smluvní závazky do té chvíle potvrzené, tzn. do ukončení našeho říjnového domácího turné. Od léta jsem se tedy přestal podílet na veškerém dění v kapele, protože ani zdaleka neodpovídalo mým představám o profesionálně odvedené práci, a proto nechci být ani s tímto vývojem dáván do souvislosti...Domácí turné Krabathoru, Ritual Carnage a Sacralis bylo tím nejlepším turné, jaké jsem kdy v životě odehrál, i navzdory špatné atmosféře, která u nás panovala. V neposlední řadě chci poděkovat fanouškům za fantastickou účast na této šňůře i za morální podporu, která mi byla vyslovena. Doufám, že se opět brzy uvidíme.“
Bruna nahradil americký muzikant Paul Speckmann ze skupiny Master. Speckmann nahrál s Krabathorem dvě studiová alba, která však nesklidila takový ohlas jako desky z devadesátých let.
V roce 2003 kapela přerušila činnost, svůj zatím poslední koncert odehrála na festivalu Basinfirefest ve Spáleném Poříčí. Christopher odjel pracovat do USA, Speckmann obnovil skupinu Master a bubeník Skull založil se svým bratrem formaci Bad Face.
Krabathor vystupoval po boku řady známých metalových kapel, např. Deicide, Kreator, Napalm Death, Anathema, Impaled Nazarene, Malevolent Creation, Master, Paradise Lost či Cannibal Corpse, s nimiž dokonce koncertoval v Jihoafrické republice. Mimoto vystupoval v téměř celé Evropě, USA, Mexiku i Japonsku.
9. srpna 2014 kapela odehrála svůj jedinečný koncert na festivalu Brutal Assault v Jaroměři. Jejich vystoupení navštívily tisíce lidí.
Na základě četných žádostí fanoušků, odehráli v březnu 2015 7 koncertů po Česku a Slovensku pod názvem Krabatour 2015. Původně bylo naplánováno koncertů 6, avšak vzhledem k velkému zájmu byl přidán ještě jeden koncert v Uherském Hradišti.
V únoru 2021 se na facebookovém účtu kapely Hypnos objevila informace o chystané nahrávce Krabathor. Bude se jednat o nově nahrané skladby z prvních tří demosnímků. Album "Demonizer / Mortal Memories II" vyšlo nakonec dne 30. dubna 2021 a obsahuje 17 skladeb z demo snímků z roku 1988, tj. "Breath of Death", "Total Destruction" a "Brutal Death".

## Členové

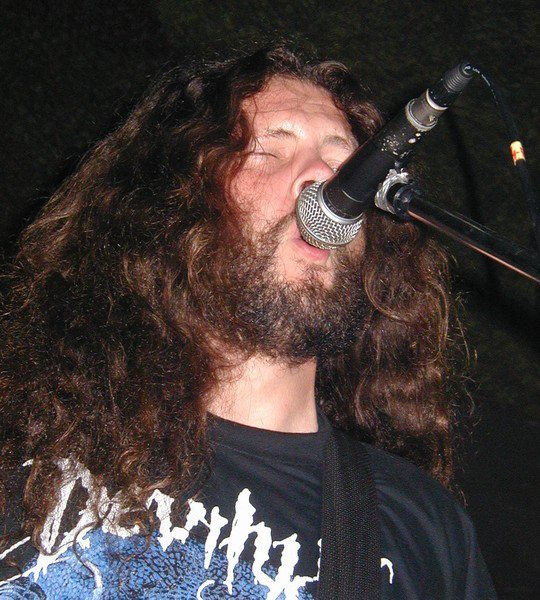
Christopher

### Současní členové
- Petr Kryštof (alias Christopher) - kytara, zpěv
- Bronislav Kovařík (alias Bruno) - baskytara, zpěv
- Peter Hlaváč (alias Pegas) - bicí

### Bývalí členové
- René Hílek (alias Hire) - kytara
- Martin Mikulec (alias Trachta) - kytara
- Radek Kutil (alias Bája) - kytara
- Petr Kopeček (alias Kopec) - bicí
- Libor Lebánek (alias Skull) - bicí
- Jiří Novák (alias Necron) - baskytara
- Roman Podškubka (alias Myšák) - baskytara
- Luděk Havránek (alias Havran) - bicí
- Paul Speckmann - baskytara, zpěv

### Studioví hosté
- M. Štědroň - klávesy na demonahrávkách Pocity detronizace a Feelings of Dethronisation
- Petr Ackermann - klávesy na deskách Only Our Death Is Welcome... a Cool Mortification
- Tomáš Kmeť - klávesy na desce Orthodox
- Irena Čermáková - klávesy na desce Unfortunately Dead

## Diskografie
- Breath of Death (demo, září 1988)
- Total Destruction (demo, listopad 1988)
- Brutal Death (demo, prosinec 1988)
- Pocity detronizace (demo, duben 1991)
- Feelings of Dethronisation (demo, srpen 1991)
- Only Our Death Is Welcome... (CD, březen 1992)
- Cool Mortification (CD, září 1993)
- The Rise of Brutality (EP, červenec 1995)
- Lies (CD, září 1995)
- Mortal Memories (EP, červen 1997)
- Orthodox (CD, březen 1998)
- Unfortunately Dead, (CD, září 2000)
- Dissuade Truth (CD, březen 2003)
- 20 Years of Madness (2CD demo kolekce, únor 2005)
- Rebirth Of Brutality (CD+2DVD, 2015)
- Demonizer/Mortal Memories II. (3CD+DVD, 2021)

## Videoklipy
- Pacifistic Death
- Unnecesarity
- Apocrypha
- Liquid
- Posmrtná vina
- Brutální smrt